# Obyčtov
Obyčtov (en allemand : Obitschdorf) est une commune du district de Žďár nad Sázavou, dans la région de Vysočina, en République tchèque. Sa population s'élevait à 436 habitants en 2020.

## Géographie
Obyčtov se trouve à 9 km au sud-est de Žďár nad Sázavou, à 32 km au nord-est de Jihlava et à 131 km au sud-est de Prague.
La commune est limitée par Jámy au nord, par Nové Město na Moravě et Hodíškov à l'est, par Bohdalec au sud, et par Ostrov nad Oslavou et Sazomín à l'ouest.

## Histoire
La première mention écrite de la localité date de 1341.

## Transports
Par la route, Obyčtov se trouve à 9 km de Žďár nad Sázavou, à 32 km de Jihlava et à 160 km de Prague.